# États généraux de 1314
Les États généraux de 1314 désignent la convocation pour le 29 juin 1314 de l’assemblée des états généraux par Philippe le Bel. Elle  s’ouvre le 1er août 1314. Elle décide de l'annexion de la Flandre et vote la levée d’un impôt, la taille, pour en financer la conquête. Pour la première fois l’État français décide du prélèvement d'un impôt direct sur l’ensemble du territoire. Certains auteurs placent ces États généraux en 1313.